# 시바타시
시바타시(일본어: 新発田市)는 일본 니가타현 북부의 가에쓰(下越) 지방에 있는 시이다. 에치고 평야 북부에 위치하는 니가타현 북부의 핵심 도시이다.
시 북부, 서부에는 동해와 접한 백사장이 펼쳐져 있고 동부에는 이데산, 니노지다케 등의 산들이 우뚝 솟아 있어 그 모습을 볼 수 있다. 또한 가지강 등을 수원으로 하는 논이 펼쳐져 있어 현내에서 유명한 양질의 쌀(고시히카리) 산지로도 알려져 있다. 시바타번의 성시로 번창한 시가지는 시바타성을 대표로 하는 역사적 건축물이 다수 있으며 지금도 성시 당시의 구획이나 도로, 시바타강 등의 수로가 예전의 모습을 남기고 있다. 메이지 시대부터 전쟁 전까지는 군사 도시로, 전후에는 니가타현 북부의 상업 도시로 발전했다. 쇼와 시대 무렵의 거리 모습이 잘 남아 있어 풍치 있는 도시이다.
2005년 5월 1일에 인접했던 가지카와촌(加治川村)과 시운지정(紫雲寺町)을 편입함으로써 인구가 10만 명을 넘게 되었다.

## 인접한 자치체
- 니가타현
  - 니가타시(기타구)
  - 아가노시
  - 다이나이시
  - 기타칸바라군 세이로정
  - 히가시칸바라군 아가정

- 후쿠시마현
  - 기타카타시

- 야마가타현
  - 니시오키타마군 오구니정

## 역사
아가노강·시나노강 유역에 개척된 이 지역은 중세에 사사키씨의 방계인 시바타씨가 통치했고 이곳을 흐르는 시바타강 유역에 수운을 만들고 성을 쌓았다. 1597년에는 도요토미씨의 가신인 미조구치 히데카쓰가 6만 석 영지를 얻어 이 땅에 이봉되어 이후 에도 막부 말기까지 시바타번은 미조구치씨의 성시로 발전해 나가게 된다. 성벽 아래에는 무가 마을, 사원 마을 등이 특징적인 마을이 형성되었고 주변 지역은 신전개발로 저습지의 경지화가 진행되었다.
메이지 시대의 폐번치현으로 시바타현이 설치되었지만 곧 니가타현에 편입되었다. 1878년의 군구정촌 편제법으로 아가노강 이북 지역(아키키타) 일대가 기타칸바라군이 되면서 그 군청이 시바타 본촌에 놓여 시바타는 아가키타 지역의 중심지로 발전해갔다. 1873년에 폐성된 시바타성의 철거지에는 일본 육군의 제16보병연대가 놓였고 이후 종전 때까지 군사 도시의 성격이 강했다.
- 1889년 4월 - 정촌제 시행으로 시바타 본촌과 시바타정이 탄생했다.
- 1901년 11월 - 시바타 본촌과 시바타정이 합병해 시바타정이 되었다.
- 1947년 1월 1일 - 기타칸바라군 시바타정이 시로 승격해 시바타시가 되었다.
- 2003년 7월 7일 - 기타칸바라군 도요우라정을 편입하였다.
- 2005년 5월 1일 - 기타칸바라군 시운지정, 가지카와촌을 편입해 인구가 10만 명을 넘었다.

## 교통

### 철도
- 동일본 여객철도
  - 우에쓰 본선
  - 하쿠신선

### 도로
- 니혼카이토호쿠 자동차도
- 국도 7호선
- 국도 113호선
- 국도 290호선
- 국도 460호선

## 인구
| 연도 | 인구    | ±%    |
| ---- | ------- | ----- |
| 1960 | 103,738 | —     |
| 1970 | 101,245 | −2.4% |
| 1980 | 102,134 | +0.9% |
| 1990 | 104,499 | +2.3% |
| 2000 | 106,016 | +1.5% |
| 2010 | 101,202 | −4.5% |